# 鄭震生 (香港)
鄭震生，香港公務員，現任香港特別行政區政府駐福建聯絡處主任。鄭早年在加拿大求學，並於1996年從西門菲莎大學取得工商管理學學士學位。鄭在返港後在1997年9月加入香港政府工業署，在2000年7月部門重組後調任至工業貿易署任職，及後歷任投資推廣署駐成都辦事處投資推廣經理、香港特別行政區政府駐粵經濟貿易辦事處經貿關係經理、香港駐新加坡經濟貿易辦事處助理處長、香港駐柏林經濟貿易辦事處商務關係主管、香港駐雅加達經濟貿易辦事處副處長等多個職務。另外，他曾於中國2010年上海世界博覽會會期時借調擔任香港館助理館長，並因表現殊佳而在2011年7月1日於香港2011年度授勳及嘉獎名單中獲頒行政長官公共服務獎狀。
鄭在2022年起出任香港特別行政區政府駐福建聯絡處主任，他不但積極聯繫在閩港商及向閩企宣傳在港商業機會外，亦透過出訪加強與福建高等院校的交流網絡，以及為在閩香港青年推廣香港就業機會。為推廣香港作為中外文化藝術交流中心，他曾以香港旅遊業與文化創意產業融合為題舉辦沙龍，藉此促進港閩業界交流。在2023年香港區議會選舉前，他亦舉辦交流會鼓勵在閩港人登記於鄰近邊境投票站投票。及後，他亦於2024年與香港旅遊發展局合辦宣傳香港盛事經濟的活動。

## 外部連結
- 鄭震生的個人官方領英頁面